# 陈东征
陈东征（1951年7月—2025年6月9日），男，汉族，福建建瓯人。中华人民共和国政治人物。曾任深圳证券交易所党委书记、理事长，第十一届、第十二届全国政协委员。

## 生平
1968年至1977年，在解放军52938部队服役，历任战士、排长。
1983年至1987年，任国家工商行政管理局企业登记司干部。
1987年至1997年，历任国务院办公厅秘书局二秘、秘书三局一组组长、秘书二局副局长等。
1997年5月至2001年9月25日，任中国证券监督管理委员会副主席。
2001年10月，任深圳证券交易所党委书记、理事长。
2008年，当选第十一届全国政协委员，代表经济界，分入第三十七组。
2013年，当选第十二届全国政协委员。
2014年9月，由于年龄原因不再担任深圳证券交易所党委书记、理事长职务。
2025年6月9日上午5时16分在北京逝世。